# Cine Metro (Tucumán)
El Cine Metro fue un cine de San Miguel de Tucumán, Tucumán, Argentina, sobre la calle 25 de mayo al 230. Fue inaugurado en 1944 como Cine Ópera, siendo renombrado como Metro en 1944, y cerrado en 1992 para ser demolido en 1998. En su antiguo sitio funciona actualmente el Hotel Tucumán Center.

## Historia
El Cine Metro fue inaugurado el 19 de agosto de 1944 por la empresa Lido y Compañía, siendo obra del arquitecto Gualterio Carminatti. Originalmente se llamaba Cine Ópera, pero su denominación cambió a Metro en 1946 al ser adquirido por la filial argentina de Metro-Goldwyn-Mayer. La sala cinematográfica fue inaugurada con la proyección de la película Casablanca, estrenada en 1942.
El cine era de estilo racionalista, con capacidad para 1400 personas y equipado con aire acondicionado y calefacción. En 1975 fue adquirido por la Compañía Cinematográfica del Norte fundada por el empresario cinematográfico Guillermo Renzi. En 1992 el cine, en conjunto al cine 25 de mayo aledaño a este, es cerrado para luego ser ambos demolidos en 1998. Con su demolición, se construyó en su sitio el actual Hotel Tucumán Center.